# Ática
Ática (em grego: Ἀττική; romaniz.: Attikḗ ou Attikī́) é uma região administrativa e histórica que engloba a cidade de Atenas, capital da Grécia. A região histórica é centrada na península Ática, que se projeta no Mar Egeu. A região administrativa moderna da Ática é mais extensa do que a região histórica e inclui as Ilhas de Salônica, Citera, e do município de Troizinia no Peloponeso. A história da Ática está intimamente ligada com a história de Atenas, que, desde o período clássico, é uma das cidades mais importantes do mundo antigo.

## História
Durante a antiguidade, os atenienses se gabavam de ser 'autóctones', o que quer dizer que eles eram os habitantes originais da área e não tinham se mudado da Ática para outro lugar. As tradições atuais no período clássico contam que, durante a Idade das Trevas Grega, Ática havia se tornado o refúgio dos jônicos, que pertenciam a uma tribo do norte de Peloponeso. Supostamente, os jônicos tinham sido forçados a sair de sua terra natal pelos aqueus, que haviam sido expulsos de sua terra natal pela invasão dórica. Supostamente, o jônios integraram com os Áticos antigos, que, mais tarde, se consideravam parte da tribo Jônica e falavam o dialeto Jônico. Muitos Jônicos depois deixaram a Ática para colonizar a costa do Mar Egeu, na Ásia Menor e para criar as doze cidades de Jônia.
Durante o período micênico, os Áticos viviam em sociedades agrícolas autônomas. Os principais locais onde foram encontrados vestígios pré-históricos são Maratona, Rafina, Nea Makri, Brauron, Thorikos, Agios Kosmas, Elêusis, Menidi, Markopoulo, Esparta, Aphidnae e Atenas. Todos esses assentamentos floresceram durante o período micênico. Segundo a tradição, Ática era composto por doze pequenas comunidades durante o reinado de Cécrope, o rei Jônico lendário da Ática, e estas foram posteriormente incorporadas em um estado ateniense Teseu durante os reinado, o rei mítico de Atenas. Os historiadores modernos consideram mais provável que as comunidades foram sendo progressivamente incorporadas num estado ateniense durante o 8º e o 7º séculos a.C..
Até o século VI a.C., famílias aristocráticas viviam vidas independentes nos subúrbios. Somente após a tirania de Pisístrato e as reformas implementadas por Clístenes que as comunidades locais perdem sua independência e sucumbem ao governo central em Atenas. Como resultado dessas reformas, Ática foi dividida em cerca de uma centena de municípios, os Demos (Demoi, δῆμοι), e também em três grandes setores: a cidade (ἄστυ), que compreende as áreas do centro de Atenas, Ymittos, Aegaleo e o sopé do Monte Parnes, a costa (παράλια), que incluia a área entre Elêusis e Cabo Sunião e a área ao redor da cidade (ἐσωτερικό-μεσογαία), habitado por pessoas que vivem no norte do Monte Parnitha, Pentélico e a área leste da montanha de Hymettus. Principalmente, cada unidade cívica que incluim partes iguais de habitantes da cidade, marinheiros e agricultores. Os "trittýs" ("terceiro") de cada setor constituía uma tribo. Consequentemente, Ática era composta por dez tribos.

## Localização

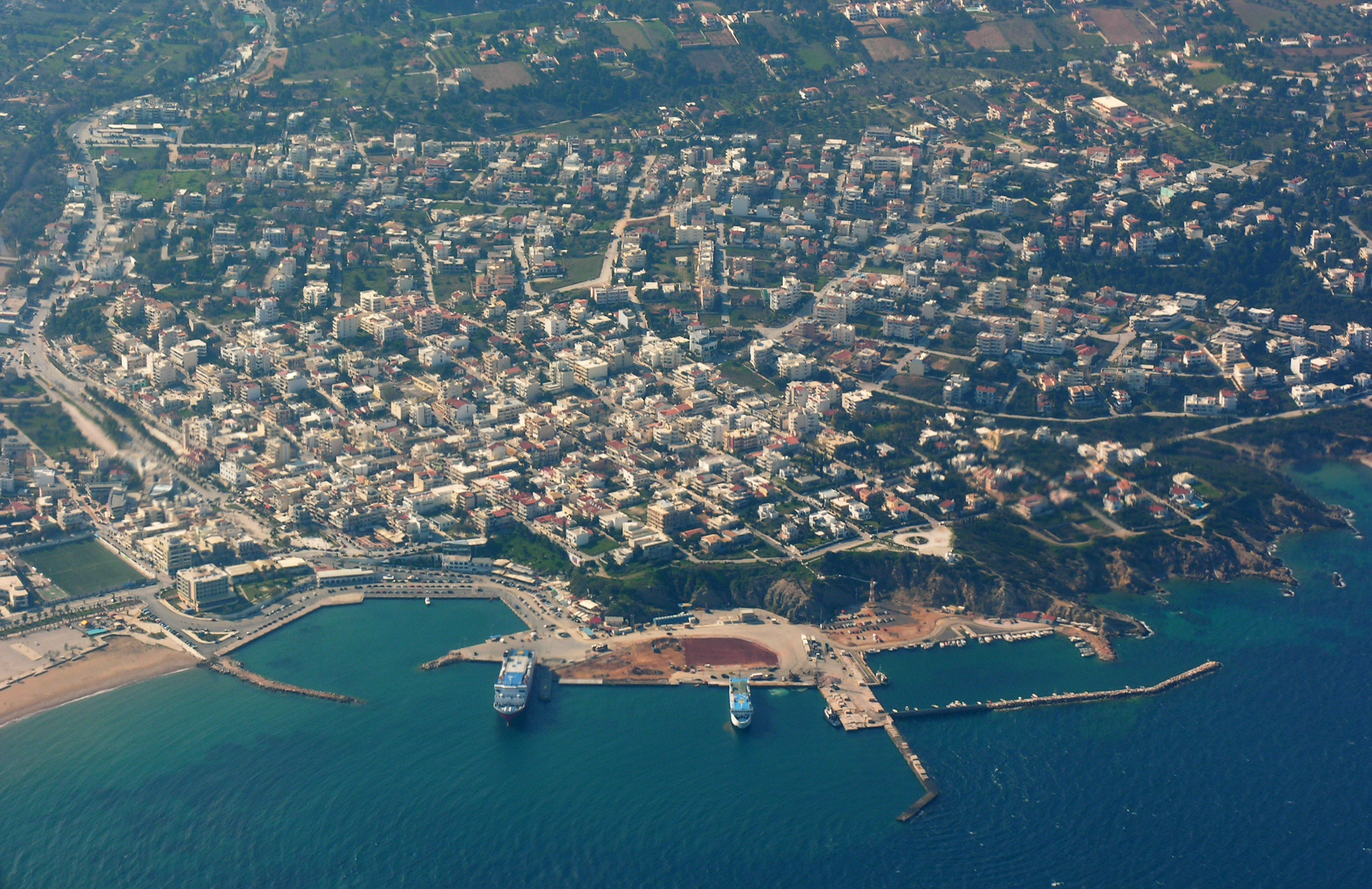
Vista aérea da cidade de Rafina, Ática.

Está localizada na região centro-oriental da parte continental do país e faz fronteira com as periferias da Grécia Central, a noroeste, e do Peloponeso em duas seções, uma a oeste, no istmo de Corinto e outra no extremo oriental do Peloponeso, onde se encontra a ilha de Poros e a cidade de Métana. A Ática é uma península montanhosa entre o Mar Egeu e o Golfo Sarónico. A ilha de Cítera, ao largo da extremidade sul da península do Peloponeso e considerada parte das ilhas Jónicas, é também administrada dentro desta periferia. A periferia de Ática compreende quatro prefeituras, Atenas, Pireu, Ática Oriental e Ática Ocidental.

## Densidade demográfica
Esta periferia tem uma área de 3 800 km² e uma população de 3 700 000 habitantes, dos quais mais de 95% vivem em Atenas. A esta periferia pertencem ainda as ilhas de Salamina, Egina, Poros, Hidra, Spetses, e Anticítera, no Golfo Sarónico (não confundir com o Golfo de Salónica, no noroeste do país).